# Раевщина (Молодечненский район)
Раевщина (бел. Ра́еўшчына) — деревня в Молодечненском районе Минской области Беларуси. В составе Мясотского сельсовета.

## География
Пролегает дорога Н-9134.
Ближайшие населённые пункты Выверы, Куромшичи, Рухли и др.

## История
С 1904 года в Молодечненской волости Вилейского уезда Виленской губернии.
В 1940—1954 и 1958—1959 годах центр Раевщинского сельсовета.

## Население

### Численность
- 2019 год — 130 жителей

### Динамика
- 1999 год — 187 жителей (перепись населения)
- 2009 год — 141 жителей (перепись населения)[3]
- 2019 год — 130 жителей (перепись населения)

## Улицы
- Луговая
- Мира
- Садовая
- Сухая